# سم هارگریو
سم هارگریو (به انگلیسی: Sam Hargrave) بدل‌کار، بازیگر و کارگردان فیلم آمریکایی است. وی بیشتر به خاطر همکاری با برادران روسو از جمله هماهنگ‌کننده بدلکاری چندین فیلم در دنیای سینمایی مارول شناخته شده‌است. همچنین نخستین کارگردانی بلند هارگریو در سینما مربوط به استخراج (۲۰۲۰) با بازی کریس همسورث بود. هارگریو همچنین برای فصل دوم سریال مندلورین به عنوان دستیار دوم‌ کارگردان نیز فعالیت داشت.

## فیلم‌‌شناسی

### آثار کارگردانی
- استخراج (۲۰۲۰)
- استخراج ۲ (۲۰۲۳)
- مچ‌باکس (۲۰۲۶)[۵]
- استخراج ۳ (۲۰۲۷)[۶]